# Бакоор

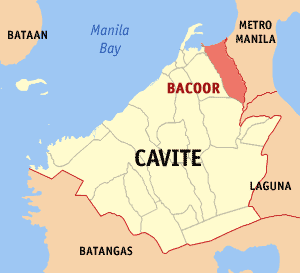

Бакоор (таг. Lungsod ng Bacoor) — город и муниципалитет на Филиппинах, на территории региона Калабарсон. Входит в состав провинции Кавите.

## История
Город был основан испанцами в 1671 году. В 1898 году, во время Филиппинской революции, Бакоор некоторое время являлся местом пребывания революционного правительства Филиппин, возглавляемого генералом Эмилио Агинальдо. 13 июня 1899 года вблизи города произошла Битва у реки Запоте, являющаяся одним из эпизодов Филиппино-американской войны. В период с 1942 года по январь 1945 год Бакоор был оккупирован силами Японской императорской армии. При этом город и его окрестности стали ареной действия партизанских отрядов. В 1945 году Бакоор был освобождён в ходе совместной операции американских войск и филиппинских вооружённых формирований.

## Географическое положение
Город находится в юго-западной части острова Лусон, на побережье Манильского залива, на расстоянии приблизительно 10 километров к югу от столицы страны Манилы и занимает площадь 52,4 км². Абсолютная высота — 4 метра над уровнем моря.

## Население
По данным официальной переписи 2007 года численность населения составляла 433 231 человека.

Динамика численности населения города по годам:
| 2000    | 2007    | 2013    |
| ------- | ------- | ------- |
| 298 233 | 433 231 | 581 850 |

## Экономика
Основу экономики города составляют торговля, банковское дело и сфера услуг.

## Административное деление
Территория города административно подразделяется на 73 барангая:
| - Alima - Aniban 1 - Aniban 2 - Aniban 3 - Aniban 4 - Aniban 5 - Banalo - Camposanto - Daang Bukid - Digman - Dulong Bayan - Kaingin - Habay 1 - Habay 2 - Ligas 1 - Ligas 2 - Ligas 3 - Mabolo 1 - Mabolo 2 - Mabolo 3 - Maliksi 1 - Maliksi 2 - Maliksi 3 - Niog 1 | - Niog 2 - Niog 3 - Panapaan 1 - Panapaan 2 - Panapaan 3 - Panapaan 4 - Panapaan 5 - Panapaan 6 - Panapaan 7 - Panapaan 8 - Poblacion (Tabing Dagat) - Real 1 - Real 2 - Salinas 1 - Salinas 2 - Salinas 3 - Salinas 4 - San Nicolas 1 - San Nicolas 2 - San Nicolas 3 - Sineguelasan - Talaba 1 - Talaba 2 - Talaba 3 | - Talaba 4 - Talaba 5 - Talaba 6 - Talaba 7 - Zapote 1 - Zapote 2 - Zapote 3 - Zapote 4 - Zapote 5 (Longos) - Bayanan - Mambog 1 - Mambog 2 - Mambog 3 - Mambog 4 - Mambog 5 - Molino 1 - Molino 2 - Molino 3 - Molino 4 - Molino 5 - Molino 6 - Molino 7 - Queens Row Central - Queens Row East - Queens Row West |